# ژاک قضا و قدری و اربابش
ژاک قضا و قدری و اربابش (به فرانسوی: Jacques le fataliste et son maître) کتابی‌ست که دنیس دیدرو، نویسندهٔ فرانسوی، در فاصلهٔ سال‌های ۱۷۸۰-۱۷۶۵ نوشته است. این کتاب پس از مرگ نویسنده در سال ۱۷۹۶ برای اولین بار در فرانسه منتشر شد اما ژاک قضا و قدری در آلمان پیش از این نیز شناخته شده بود. گوته بخشی از کتاب را به آلمانی ترجمه کرده بود که در سال ۱۷۸۵ منتشر شد و در سال ۱۷۹۳ به فرانسوی برگردانده شد و میلیوس نسخهٔ کاملی از کتاب را در سال ۱۷۹۲ به آلمانی ترجمه کرده بود.

## پیرنگ
موضوع اصلی کتاب رابطهٔ میان ژاک (نوکر) و اربابش است، که هرگز نام او در کتاب نمی‌آید. ژاک و اربابش عازم مکانی نامعلوم هستند و در طول سفر برای آن که از کسالت سفر بکاهند، ارباب از ژاک می‌خواهد که داستان عشق‌های گذشته‌اش را تعریف کند. داستان ژاک بارها توسط شخصیت‌های دیگر و اتفاقات ناگوار کمیک قطع می‌شود. شخصیت‌های دیگر داستان‌های خودشان را بازگو می‌کنند و داستان‌های آن‌ها نیز بارها قطع می‌شود. حتی شخصیتی با عنوان «خواننده داستان» نیز حضور دارد که بارها حرف راوی را قطع می‌کند: سئوالی می‌پرسد، به چیزی اعتراض می‌کند یا از روای می‌خواهد اطلاعات بیشتری به او بدهد و او را در جریان جزئیات داستان قرار دهد. موضوع داستان‌هایی که در کتاب روایت می‌شود اغلب عشق و رابطهٔ جنسی است. شخصیت‌های پیچیدهٔ داستان غرق در فریب و ریاکاری‌اند و لحن داستان‌ها شوخ‌طبعانه است.

## ترجمه به فارسی
ترجمهٔ فارسی کتاب به قلم مینو مشیری در سال ۱۳۸۶ از سوی فرهنگ نشر نو در ۳۵۹ صفحه منتشر شده است.